# Eusebio Bardají Azara
 (mars 2023).
Si vous disposez d'ouvrages ou d'articles de référence ou si vous connaissez des sites web de qualité traitant du thème abordé ici, merci de compléter l'article en donnant les références utiles à sa vérifiabilité et en les liant à la section « Notes et références ».
Pour les articles homonymes, voir Bardají et Azara.
Eusebio Bardají Azara, né à Graus le 19 décembre 1776 et mort à Huete le 7 mars 1842, est un diplomate et homme d'État espagnol.

## Biographie
Après des études de Droit à Saragosse et au collège espagnol Saint Clément de Bologne, il est mandaté en tant que diplomate dans cette même ville tout d'abord, puis à Paris, avec son oncle l'ambassadeur José Nicolás de Azara. Soutenu par le cardinal Francisco de Lorenzana, il y appuie activement le pape Pie VII, captif de Napoléon à Fontainebleau. 
Secrétaire à l'ambassade de Vienne en 1800, il est plus tard premier ministre de Charles IV. Lorsqu'éclate la guerre d'indépendance, il rentre en Espagne et intègre les Cortes de Cadix en tant que secrétaire. Il est à diverses reprises ministre intérim de la Guerre et du Budget et est ensuite envoyé à Lisbonne, puis à la cour de Saint-Pétersbourg en tant qu'envoyé extraordinaire auprès de la cour du tsar dans le but de négocier le traité de Welicki Lucki par lequel la Russie reconnut la constitution des Cortès (1812).
Avec l'arrivée de Ferdinand VII il renoue avec la carrière diplomatique en occupant les ambassades de Lucques, Londres et Paris. 
De retour en Espagne, il prend en charge le secrétariat d'État dans un gouvernement libéral (du 4 mars 1821 au 8 janvier 1822) puis devient Ministre des affaires étrangères (1822 et 1836). À la Restauration de l'absolutisme il est exilé à Huete (province de Cuenca).
Il fait ensuite partie du corps des dignitaires du système bicaméral créé par le statut de Martínez de la Rosa. Lorsque ce corps est supprimé il est élu sénateur pour la province de Cuenca. Il est président du Conseil des ministres du 18 août au 18 octobre 1837, puis se retire de la politique.